# Busana
Busana (Buṣâna /buˌzaːna/ in dialetto reggiano) è un municipio di 1 274 abitanti del comune di Ventasso, nella provincia di Reggio Emilia in Emilia-Romagna.
Fino al 31 dicembre 2015 ha costituito un comune autonomo, che confinava con i comuni di Castelnovo ne' Monti, Villa Minozzo, Ligonchio, Collagna e Ramiseto.

## Storia
Il referendum del 31 maggio 2015 sancisce la fusione di Busana con i comuni limitrofi di Ramiseto, Collagna e Ligonchio. I cittadini hanno anche scelto la denominazione del nuovo comune: Ventasso.

Il nuovo comune è operativo dal 1º gennaio 2016.

### Simboli
Lo stemma del Comune di Busana era stato concesso con decreto del presidente della Repubblica del 2 settembre 1998.
Le figure nello stemma alludevano alla posizione geografica del comune: il faggio è un albero che cresce ad alta quota ed era accompagnato dalla rappresentazione dei due principali rilievi del territorio, il monte Ventasso e il monte Dente.

## Monumenti e luoghi d'interesse
- Santa Maria Maddalena (oratorio del monte Ventasso)
- Museo del Sughero (a Cervarezza Terme)
- La Porta delle due Valli - Parco Nazionale dell'Appennino Tosco-Emiliano
- Fortino dello Sparavalle
- Chiesa di San Venanzio Abate (a Nismozza)

Territorio dell'ex comune di Busana nella provincia di Reggio Emilia

- Terme di Cervarezza

## Geografia fisica
Sito nell'alto Appennino reggiano, Busana si affaccia sull'alta valle del Secchia, a 54 km da Reggio Emilia. 
Il territorio municipale è formato, oltre che dal capoluogo, dalle frazioni di Ca' Ferrari, Casale, Cervarezza Terme, Frassinedolo, Marmoreto, Nismozza, Talada, per un totale di 30,88 chilometri quadrati. Il municipio confina a nord-est con il comune di Castelnovo ne' Monti e a est col comune di Villa Minozzo. I municipi confinanti sono Ligonchio a sud, Collagna a ovest e Ramiseto a nord-ovest.
Il municipio fa parte del Parco Nazionale dell'Appennino Tosco-Emiliano e la frazione di Cervarezza Terme è diventata sede del nuovo comune di Ventasso .

## Società

### Evoluzione demografica
Abitanti censiti

## Amministrazione
| Periodo        | Periodo          | Primo cittadino     | Partito                     | Carica  | Note  |
| -------------- | ---------------- | ------------------- | --------------------------- | ------- | ----- |
| 12 maggio 1985 | 22 aprile 1995   | Antonio Ribaldeschi | Partito Socialista Italiano | Sindaco | [ 9 ] |
| 23 aprile 1995 | 12 giugno 2004   | Luciano Correggi    | PDS, lista civica           | Sindaco | [ 9 ] |
| 13 giugno 2004 | 24 aprile 2014   | Alessandro Govi     | lista civica                | Sindaco | [ 9 ] |
| 25 maggio 2014 | 31 dicembre 2015 | Daniela Pedrini     | lista civica Bene comune    | Sindaco | [ 9 ] |